# Tamás Decsi
Tamás Decsi (n. 15 octombrie 1982, Kazincbarcika, Borsod-Abaúj-Zemplén, Ungaria) este un scrimer olimpic maghiar specializat pe sabie, campion mondial pe echipe în 2007.
A participat la Jocurile Olimpice de vară din 2008, unde s-a clasat pe locul 19 la individual după ce a fost învins în turul întâi de conațional Áron Szilágyi. 

## Legături externe
- Materiale media legate de Tamás Decsi la Wikimedia Commons
- Prezentare Arhivat în 6 iulie 2015, la Wayback Machine. la Confederația Europeană de Scrimă
- en Tamás Decsi la Olympedia.org